# Pont de Cabassers
El Pont de Cabassers, Pont Vell o Pont Romà, és un pont catalogat com a monument del municipi de Cabassers (Priorat) protegit com a bé cultural d'interès local.

## Descripció
Pont de tres ulls d'arc de mig punt, el central amb més obertura de llum. S'assenta sobre la pedra viva on discorre la llera del riu. El pont és reforçat a banda i banda de cada costat per quatre contraforts a manera de tallamars. El conjunt és de pedra blanca, ben escairada i amb algunes marques de picapedrers. Els contraforts són esglaonats i orientats en la direcció del corrent.

## Història
L'origen del pont és incert. Hi ha autors que sostenen que és romà, lligat amb possibles camins que menaven de l'Ebre a Tarraco. D'altres es decanten a pensar en un origen medieval en connexió amb el camí de blat de l'Aragó a Barcelona per l'Ebre. L'existència de marques de picapedrers i el bon estat de conservació fan pensar més aviat en l'origen medieval.
Avui és encara usat per tractors.